# Ґратка (геометрія)

Двовимірна ґратка

Ґратка — набір векторів евклідового простору {\displaystyle \mathbb {R} ^{n}}, який утворює дискретну групу за додаванням.

## Пов'язані поняття

Два базиси, що задають одну і ту ж ґратку

Лінійно незалежна система векторів, що породжує ґратку, називається її базисом. Два набори векторів породжують одну і ту саму {\displaystyle n}-вимірну ґратку тоді й лише тоді, коли матриці {\displaystyle B_{1}} і {\displaystyle B_{2}}, складені з вектор-стовпців координат векторів цих наборів, пов'язані домноженням справа на унімодулярну матрицю: {\displaystyle B_{1}=B_{2}U}, {\displaystyle U\in \mathrm {GL} _{n}(\mathbb {Z} )}. Тому можна зіставити ґратки найбільшого рангу в {\displaystyle n}-вимірному просторі класам суміжності {\displaystyle \mathrm {GL} _{n}(\mathbb {R} )/\mathrm {GL} _{n}(\mathbb {Z} )}.
Визначником ґратки називається визначник матриці, складеної з координат векторів, що породжують її. Він дорівнює об'єму її фундаментальної області, яка є паралелепіпедом, і також називається кооб'ємом ґратки.
Нормою вектора {\displaystyle v} в теорії ґраток в евклідовому просторі прийнято називати не довжину вектора, а її квадрат {\displaystyle \|v\|^{2}}.
Ґратка {\displaystyle \Gamma \subset \mathbb {R} ^{n}} називається:
- цілою, якщо скалярний добуток між будь-якими двома її векторами цілий:

{\displaystyle \forall u,v\in \Gamma \quad \langle u,v\rangle \in \mathbb {Z} .}
- парною, якщо норма будь-якого її вектора парна:

{\displaystyle \forall v\in \Gamma \quad \langle v,v\rangle \in 2\mathbb {Z} .}
- унімодулярною, якщо її фундаментальний паралелепіпед має об'єм 1.

Примітивним називається ненульовий вектор ґратки, який не колінеарний жодному коротшому з ненульових векторів цієї ґратки.
Примітивний вектор ґратки, відносно відображення уздовж якого ґратка інваріантна, називається коренем ґратки. Множина коренів ґратки утворює систему коренів. Кожна ґратка, породжена своїми коренями, подібна ґратці, породженій векторами з нормами 1 або 2. Така ґратка називається ґраткою коренів.
Двоїстою ґраткою до ґратки {\displaystyle \Gamma } називається ґратка {\displaystyle \Gamma ^{*}}, визначена як
{\displaystyle \Gamma ^{*}=\{u\mid \forall v\in \Gamma \quad \langle u,v\rangle \in \mathbb {Z} \}.}
Ґратка називається самодвоїстою, якщо вона збігається з двоїстою до себе.
Підґратка — підгрупа решітки.
Можна визначити об'єкт, аналогічний ґратці, в афінному просторі — афінну ґратку; це орбіта точки афінного простору під дією зсувів на вектори ґратки.
У фізиці ґратки в тривимірному просторі, класифіковані за їхніми симетріями, називають ґратками Браве, двоїста ґратка — обернена ґратка, фундаментальний паралелепіпед — (примітивна) елементарна комірка.
Граф Келі ґратки також називають ґраткою (нескінченною).

## Властивості
- Якщо ґратка {\displaystyle \Gamma } ціла, то {\displaystyle \Gamma \subset \Gamma ^{*}} .
- Кооб'єми ґратки і двоїстої до неї в добутку дають 1.
- Ціла унімодулярна ґратка автоматично самодвоїста.
- Парні самодвоїсті ґратки існують тільки в просторах з розмірністю, кратною восьми.
- Група ізометрій ґратки завжди скінченна.

## Приклади
- Цілочисельна ґратка, зокрема, квадратна ґратка
- Шестикутна ґратка
- Ґратка E8
- Ґратка Ліча

## Класи ізометрії і подібності
Ґратки, як і інші геометричні об'єкти, нерідко розглядають з точністю до рухів (ізометрій у себе) охоплювального евклідового простору — поворотів навколо початку координат і відображень відносно площин, що проходять через нього. Таке перетворення діє на матрицю, складену з координат базису ґратки, як домноження зліва на ортогональну матрицю. Тому класи ізометрій ґраток — класи еквівалентності ґраток відносно ізометрій — можна зіставити двостороннім класам суміжності групи оборотних матриць: {\displaystyle \mathrm {O} _{n}(\mathbb {R} )\backslash \mathrm {GL} _{n}(\mathbb {R} )/\mathrm {GL} _{n}(\mathbb {Z} )}.
Також у деяких задачах ґратки розглядають з точністю до подібності; на матрицю такі перетворення діють як домноження на елементи {\displaystyle \mathbb {R} ^{*}} (множини ненульових дійсних чисел). Класи подібності ґраток відповідають класам суміжності {\displaystyle \mathbb {R} ^{*}\mathrm {O} _{n}(\mathbb {R} )\backslash \mathrm {GL} _{n}(\mathbb {R} )/\mathrm {GL} _{n}(\mathbb {Z} )}.

## Білінійні і квадратичні форми
Близьке, «теоретико-числове» визначення ґратки — абстрактна вільна абелева група скінченного рангу (тобто ізоморфна {\displaystyle \mathbb {Z} ^{n}}) з додатно визначеною симетричною білінійною формою на ній; замість білінійної форми можна задати квадратичну. Щоб це визначення було рівносильним наведеному вище, «геометричному» визначенню ґраток (точніше, їхніх класів ізометрій), потрібно розглядати квадратичні форми з точністю до певного відношення еквівалентності.
Якщо задано ґратку та її базис, то матриця відповідної квадратичної форми — матриця Грама цього базису. Додатно визначену квадратичну форму як функціонал на {\displaystyle \mathbb {R} ^{n}} можна задати як {\displaystyle v\mapsto \|Av\|^{2}}, {\displaystyle A\in \mathrm {GL} _{n}(\mathbb {R} )} (тоді матриця квадратичної форми дорівнює {\displaystyle Q=A^{\mathrm {T} }A}), і вона не змінюється, якщо вектор {\displaystyle Av} перетворити ортогонально, тому додатно визначені квадратичні форми перебувають у взаємно однозначній відповідності з класами суміжності {\displaystyle \mathrm {O} _{n}(\mathbb {R} )\backslash \mathrm {GL} _{n}(\mathbb {R} )}. Якщо вважати еквівалентними форми, матриці яких {\displaystyle Q_{1}} і {\displaystyle Q_{2}} пов'язані через унімодулярну матрицю {\displaystyle U} як {\displaystyle U^{\mathrm {T} }Q_{1}U=Q_{2}}, то класи еквівалентності квадратичних форм виявляються у взаємно однозначній відповідності з класами суміжності {\displaystyle \mathrm {O} _{n}(\mathbb {R} )\backslash \mathrm {GL} _{n}(\mathbb {R} )/\mathrm {GL} _{n}(\mathbb {Z} )} — і таким чином і з класами ізометрії решіток.

## На комплексній площині
У двовимірному випадку можна ототожнити яка охоплювальний евклідів простір з комплексною площиною, а вектори ґратки — з комплексними числами. Якщо додатно орієнтований базис ґратки подано парою комплексних чисел {\displaystyle (\omega _{1},\omega _{2})}, то перетворенням подібності можна перейти до ґратки з базисом {\displaystyle (1,\omega _{2}/\omega _{1})}, після чого зміна базису в ґратці зі збереженням орієнтації буде відповідати дробово-лінійному перетворенню верхньої півплощини елемента модулярної групи.

## Застосування
З ґратками пов'язані різні геометричні задачі, такі як щільне пакування рівних сфер. Також на ґратках ґрунтуються коди для завадостійкого кодування. Багато задач теорії ґраток лежать в основі криптографії на ґратках.

## Узагальнення
- Якщо пов'язати з вільною абелевою групою білінійну форму, яка не є додатно визначеною, то наслідком буде ґратка у псевдоевклідовому просторі.
- Ґратка максимального рангу {\displaystyle \mathbb {R} ^{n}} має фундаментальну область скінченного об'єму. В теорії груп Лі і деяких інших галузях ґраткою в групі {\displaystyle G} називають окрему підгрупу, об'єм фактор-простору групи {\displaystyle G} за якою скінченний, що узагальнює цю властивість.
- З загальнішої алгебричної точки зору, ґратка — це вільний {\displaystyle \mathbb {Z} }-модуль, вкладений у векторний простір над полем, що міститься в {\displaystyle \mathbb {R} }. Можна узагальнити це поняття, розглянувши довільний скінченнопороджений модуль без кручення над цілісним кільцем {\displaystyle R}, вкладений у векторний простір над полем часток для {\displaystyle R}[4].